# Кацал, Николай Лукич
Николай Лукич Кацал (10 декабря 1940, Проскуров — 24 мая 2016, Львов) — советский и украинский хоровой дирижёр, народный артист Украины (2009), почётный гражданин города Львова.

## Биография
Родился в Проскурове, школьное образование получил в Красилове. В 1962 году окончил Львовский Политехнический институт как инженер-геодезист. Музыкальное образование получил в 1965—1973 годах в Читинськом, Львовском училищах и Львовской консерватории.
В 1971 основал хор мальчиков «Дударик», с которым достиг значительных успехов. Выдающимся событием, в частности и в жизни города Львова, было открытие в 1989 г. первой украинской государственной хоровой школы. Николай Кацал — инициатор создания в Львове Львовского христианского экуменического братства (2002), как прообраза духовной консолидации украинского народа. Награждён Грамотами Украинской Православной Церкви (КП), Украинской Греко-Католической Церкви, медалью «За преданность» Украинской Автокефальной Церкви. Почётный гражданин города Львова (Постановление Львовского городского совета от 21.04.2011 № 433). Награждён знаком отличия городского головы Львова «Почётный знак Святого Юрия» (декабрь 2015).

## Государственные награды
- Народный артист Украины (27 октября 2009) — за весомый личный вклад в развитие культурно-художественного наследия Украины, высокое профессиональное мастерство и активное участие в проведении Фестиваля искусств Украины[2]
- Заслуженный деятель искусств Украины (4 сентября 1999) — за личный вклад в развитие национальной культуры и искусства, весомые творческие достижения[3]
- Отличие Президента Украины — юбилейная медаль «20 лет независимости Украины» (19 августа 2011) — за значительный личный вклад в социально-экономическое, научно-техническое и культурно-образовательное развитие Украинского государства, весомые трудовые достижения и многолетний добросовестный труд[4]

### Шевченковская премия
- В 1989 году Шевченковская премия за концертные программы последних лет была присуждена народной самодеятельной хоровой капелле мальчиков и юношей «Дударик» Львовского областного Дома учителя (художественный руководитель Н. Л. Кацал)[5].